# Aristophanes
Aristophanes (tiếng Hy Lạp: Ἀριστοφάνης, 446 TCN – 386 TCN), là một nhà soạn hài kịch của Hy Lạp cổ đại. Các tác phẩm của ông mang tính châm biếm, đả kích chính trị, phê bình văn học,...
Ông đã viết trên 40 tác phẩm mà ngày nay người ta chỉ còn biết từng đoạn. Chỉ còn 11 tác phẩm là còn được nguyên vẹn.
Ông là một nhà thơ, một nhà viết kịch người Hy Lạp sống vào thế kỉ thứ 5 TCN.
Theo một số tài liệu thì ông sinh vào năm 445 TCN tại thành bang Athen. Ông là một người khá bí ẩn và khó tìm hiểu nhưng ông chính là một trong những học giả, một thi sĩ, kịch gia vĩ đại nhất của Hy Lạp nhất là thể loại hài kịch.

## Sự nghiệp
Sự nghiệp ông để lại cho đời bao gồm 44 vở hài kịch, trong đó bao gồm các vở hài kịch châm biếm chính trị, phê bình văn học và các vở hài kịch xã hội.
Các tác phẩm được biết đến của ông bao gồm: Những con ếch, Những đám mây, Lysistrata... Ông lên án chiến tranh, ca ngợi hòa bình và những người yêu hòa bình.
Một số tác phẩm khác: Những hiệp sĩ, Hòa bình, Đại hội phụ nữ, Những con chim... là những tác phẩm cũng rất đặc sắc và mang đầy màu sắc ý nghĩa nhân văn.
Aristophane được đánh giá là người có thứ văn chương hoàn hảo, duyên dáng nhất. Platon cho rằng, ai muốn biết về lịch sử Athen, chỉ cần cho họ xem những tác phẩm của Aristophane, thế là đủ.

### Các tác phẩm còn nguyên vẹn
Hiện còn 11 tác phẩm còn nguyên vẹn:
- Những người Acharniens (425 TCN): công kích phe chiến tranh
- Các kị sĩ (424 TCN): ông đả kích Cléon, một người được cho là mị dân
- Những đám mây (423 TCN): châm biếm Socrate rằng đã lầm lẫn với phái Ngụy biện.
- Ong vò vẽ (422 TCN): Châm biếm triều đình Athens và biến triều đình này thành trò cười.
- Hòa bình (421 TCN): Lại một tác phẩm công kích phe chiến tranh
- Đàn chim (414 TCN): Công kích các chính thể không tưởng trong chính trị, so sánh xã hội trong sáng của loài chim với những cái xấu của chính trị Athens lúc bấy giờ.
- Lysistrata (411 TCN): Chống chiến tranh, nhất là cuộc chiến ở bán đảo Peloponnese, khiến Athens điêu tàn.